# Супердрај
Супердрај је британска интернационална текстилна компанија и власник самог назива бренда Супердрај.

Производи компаније Супердрај комбинују старомодни Американа стил инспирисан јапанским графичким мотивима. Налази се на листи лондонске берзе и део је индекса ФТСЕ 250.

## Историја
Ијан Хибс и Џулијан Данкертон су основали Калт Клоутинг Ко у Челтнаму 1985. године, стим што су у то време пословали под називом „Калт Клоутинг“. Компанија је проширила своје пословање током деведесетих година и основала је своје радње у великом броју универзитетских градова, као и у другим градовима широм Уједињеног Краљевства, од Оксфорда и Кембриџа до Единбурга и Белфаста. Своју прву радњу под називом Супердрај су отворили у Ковент Гардену у Лондону 2004. године.
Под вођством Теа Карпатиоса, компанија се проширила на националном, а касније и на глобалном тржишту. Дебитовала је на лондонској берзи у марту 2010. године. Данкертон је био уврштен на листу најбогатијих људи Сандеј Тајмса 2010. године и његово богатство је процењено на 180 милиона фунти. Компанија је издала упозорење на профит, а своје планове за отварања нове продавнице поново поставила у разматрање у фебруару 2012. године; цена акције брзо је пала за 18%.
Дана 22. октобра 2014. године објављено је да се Данкертон повукао са функције директора Супердрај-а, а заменио га је Јуан Сатрленд, бивши извршни директор Кооператив груп. У фебруару 2016. Данкертон је продао четири милиона акција за 12 фунти по акцији (укупно 48 милиона фунти), али је остао акционар са највећим уделом од 27% у групи.
Дана 8. јануара 2018. СуперГруп је променио име на Супердрај.

## Имиџ
Супердрај се претерано не рекламира и нису у константној потрази за славним личностима које ће рекламирати њихов бренд. Изузетак је сарадња са Идрисом Елбом у 2015. години, као и кожна јакна „Бред“ коју је носио фудбалер Дејвид Бекам. Она је од 2007. до средине 2009. продата у преко 70.000 примерака, чиме је постала један од најпродаванијих комада компаније.
Производи компаније често укључују бесмислене изводе јапанског текста, инспирисане заједничком јапанском праксом постављања декоративног енглеског текста на предмете како би повећали њихову продају и привлачност, феномен познат као Енгриш. Компанија је 2011. године објаснила јапанској телевизијској екипи да намерно користе једноставни машински превод за генерисање јапанског текста и да су свесни да текстови често немају значења. Јапански текст уграђен у логотип бренда - 極度 乾燥 (し な さ い) (киокудо кансо (схинасаи)) - буквално се преводи као "Екстремно суво (Уради то)", текст у заградама због софтвера за превођење који нуди алтернативе у зависности од тога да ли је суво намењено као именица (нпр. супер сувоћа) или императив (нпр. сушити ову кошуљу).